# Carlo Felice Biscarra
Carlo Felice Biscarra (Turim, 26 de Março de 1823 – 31 de julho de 1894) foi um pintor e crítico de arte italiano.

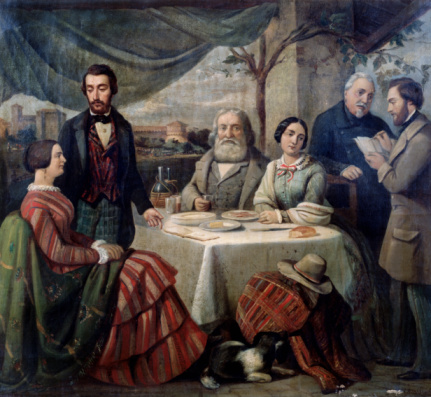
Encontro com Garibaldi

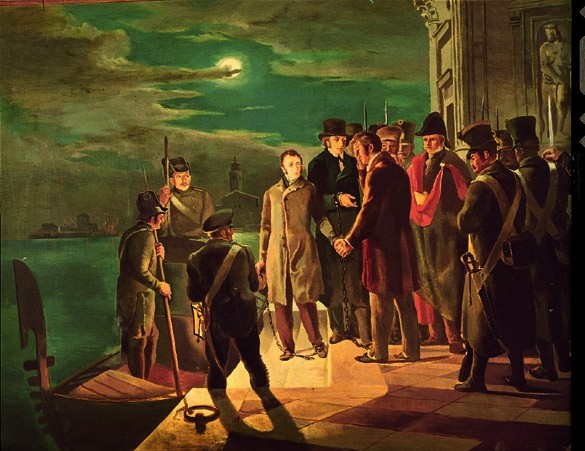
Prisão de Silvio Pellico e Piero Maroncelli

## Biografia
Nascido em Turim, Carlo Felice inicialmente treinou com seu pai, Giovanni Battista, que foi diretor da Accademia Albertina. Carlo Felice recebeu uma pensão da rainha para estudar em Florença e Roma. Em 1850, sua primeira tela de grande sucesso, Cola di Rienzo che arringa il popolo romano, foi apresentada e muito admirada em uma exposição em Castello del Valentino e comprada por Vítor Emanuel II. Outros trabalhos incluem Galileo che spiega la teoria del moto della terra, comprada pelo Duque de Gênova os I fratelli Zuccato mosaicisti, Fanfulla in S. Marco di Firenze; Filippo Lippi schiavo in Barberia; Giambellino che scopre il segreto della pittura ad olio,recato in Italia da Antonello da Messina; Maso Finiguerra trova il modo di stampare le incisioni a bulino;  Giovinezza del Conte di Carmagnola; La notte del 26 marzo 1822 (Pellico e Maroncelli lasciano le carceri di S. Michele); Medoro; Graziella; Desdemona; Clarino; La vecchia strada del Cenisio; e La pesca ai polipi nel golfo di S. Margherita Ligure.
Biscarra viajou pela Europa e, em Paris, trabalhou com o pintor Ary Scheffer. Em 1860, sob o comando Massimo d'Azeglio, ele tornou-se secretário da Accademia Albertina. Também ajudou a fundar o Círcolo dos Artistas de Turim, uma associação de pintores. Colaborou com Luigi Rocca para publicar a revista L'Arte na Itália durante cinco anos, até 1873. Biscarra traduziu o Curso prático de desenho industrial para artistas e industriais de G. Schreiber. Em 1873, publicou a obra Relaz. stor. intorno alla R. Acc. Albertina di Belle Arti in Torino, sobre a história da Accademia. Dirigiu a publicação e escreveu parte do texto de I capolavori della R. Pinac. di Torino, livro sobre as principais obras da Pinacoteca Real de Turim. Em 1883, como membro de uma comissão governamental pela conservação de monumentos, patrocinou a fotografia dos sítios arqueológicos do Piemonte. Morreu em Turim, em 1894.